# 内田秀男
内田 秀男（うちだ ひでお、1921年 - 1995年）は、日本の電子技術者。NHK技術研究所に勤め、その後内田ラジオ技術研究所長を務めた。工学博士。福井県出身。昭和20年代より『無線と実験』誌などに寄稿した。NHK技術研究所時代には、新型真空管の開発に従事した。
イオンクラフトなどの研究も行なった。

## 三極鉱石
一般にトランジスタの発明は、実用化につながった1948年のベル研究所によるものがよく知られている（トランジスタ#歴史を参照）。しかし、内田により、「三極鉱石」による増幅作用の発見が、それ以前に既になされていた、という話が伝えられている。
『初歩のトランジスターラジオの研究』（1958年版 pp. 4-6、1967年版 pp. 6-7）によれば、同書の著者杉本（おなじく当時NHK技術研究所）のところへ、1948年の正月に内田が訪れ、鉱石（通常、鉱石ラジオの鉱石には、針を1本だけ接触させて使用する）に2本針を立てると増幅作用があることを発見し1Vの入力が3Vになることを確かめたが、発表しようとしたところ「鉱石が増幅するはずはない、君は頭が変になったのではないか」と（1958年版には発言者については書かれていない。1967年版には「ある人から」とだけある）言われた、と述べたという。発明（原文ママ）は1947年の秋ごろのことで、杉本は半信半疑ながらも、自信があるなら早く実物で発表するとよい、と激励した、という。
1947年当時、内田が鉱石の増幅作用に多大な関心を寄せていたことを確認できる資料もあり、「砿石とその受信機」には、もし鉱石で検波以外も真空管と同様のことができれば技術的革命が起きる、真空管以前から鉱石による増幅は研究され努力が続いており、最近ではRadio Craft誌1947年4月号に放射能を使う鉱石増幅素子のアイディアが発表されている、今後真空管と同様な鉱石による素子が可能か不可能かは断言できない、といった記述が「まえおき」にある（なお、「鉱石とは」という節に鉱石の負性抵抗やヒステリシス特性や周波数特性といった興味深い特性の記述はあるが、増幅に関する記述はない。また、半導体によるエレクトロニクスの革命の予見は珍しいものではなかった）。1954年にはゲルマニウムダイオードをトランジスタに改造する記事を発表している。なお、参考にしたものか否かは不明だが、米国の「Wireless World」誌の同年1月号に、かなり趣旨が相似した「Home-Made Transistors」という記事がある。
誠文堂新光社の『おとなの工作読本』11号の記事などには、GHQの検閲により内田によるトランジスタ発明の雑誌発表が差し止められた、アメリカでの研究に先行して発表されないようにという工作ではなかったか、などという記述がある。同記事は無署名であり、誠文堂新光社に文責があると思われる。但し、同様の記述は他の資料でも確認される。前述の杉本の書籍も含め、いずれにせよ1950年代の中頃より前の確認できる資料は見つかっていない。
なお、『電子立国日本の自叙伝』第2回「トランジスタの誕生」において、アメリカでトランジスタが開発されたと聞いた多くの日本の研究者が追試を試みたが、高純度のゲルマニウムを入手する手段がなく困難を極め、高純度の単結晶を得るための装置の自作から始めた、というエピソードが多い。このことから、仮に内田による発見が知られていても、実用化につながったかどうかは疑問とされる。原理的にも、近接して2本の針を接触させて、点接触トランジスタとして増幅作用を得るには基本的に単結晶が必要であり、表面のショットキ障壁などによって整流作用が発生しているものだと考えられている「鉱石」では、この件で言われているように「三極鉱石」としても、再現可能に同様の作用を得るのは極めて難しいと思われる。
なお、先行して特許を申請、或いは雑誌で発表していれば少なくともベルの特許の成立を防ぐ事は可能だった、といったようなタラレバ論は後を断たない。

## その他
1950年代に、核実験のあった後、雨や塵など放射性の降下物があると、テレビの映像にイグニッションノイズなどによるものとは違うノイズが乗ることを発見した。このことは、国内はもとより外電でも報道された、という。
NHK技術研究所時代に、マジックアイを棒表示に改良した新型真空管6R-E13を開発した。ラジオやテレビの同調表示管として多用された。
戦後は秋葉原ラジオセンターで「内田ラジオアマチュアショールーム」という店舗を構え、真空管や無線部品などを広く扱った。妻が営業を続けていたが、2014年5月をもって閉店し、妻を補佐していた元店員が池之谷ラジオ商会として引き継いだ。

## 家族
長男は東海大学工学部教授、（公財）松前国際友好財団(MIF)理事長、（株）ケイエスピー代表取締役社長の内田裕久。次男は東海大学教養学部教授、東海大学大学運営本部長の内田晴久。いずれも水素吸蔵合金をはじめとする水素エネルギーや磁性材料分野の発展に大きく貢献している。

## 超常現象研究者として
超常現象研究者として、超常現象を電子工学的に考察した。イオンクラフト（Lifter）や内田式オーラメーターなどを発明し、日本サイ科学会副会長を務めるなどした。

### 著書
- 『四次元世界の謎 (正・続)』 (『電波技術』誌の連載をまとめたもの) 大陸書房、1970。
- 『新四次元世界の謎』 大陸書房、1972。
- 『神秘の四次元世界』 大陸書房、1974。
- (共著) 『四次元図鑑』 (「空飛ぶ円盤の飛行原理」を寄稿) 池田書店、1974。
- (監修) 『ノストラダムス大予言原典 諸世紀』 ISBN 4884810066

## 文献
- 杉本哲『初歩のトランジスターラジオの研究』山海堂（初版1958年 全国書誌番号:59001386、改訂版1967年 全国書誌番号:67010943）
- 内田秀男「砿石とその受信機」『無線と実験』Vol. 35, No. 3（通巻275、1948年3月号）pp. 7-9
- 『おとなの工作読本』11号 pp. 97-96（縦組み冊子中の横組み記事のため逆順）「復刻・内田秀男と『無線と実験』 トランジスター開発を目指して」（無署名記事）、同 pp. 95-92 に『無線と実験』1954年7月号 pp. 22-25 「1N34をトランジスターに改造して “単石”再生式高感度ラジオを作る」を再録、pp. 91-88 も再録記事だがトランジスタとは無関係。なお、1954年の記事については、再録版ではなく当時の誌面を確認しても、先発見にまつわる記述は全く無い。
- 工学博士 内田 秀男先生の業績